# Erlau
Erlau är en kommun och ort i Landkreis Mittelsachsen i förbundslandet Sachsen i Tyskland. Kommunen har cirka 3 100 invånare.